# Daggett (California)
Daggett es un área no incorporada ubicada en el condado de San Bernardino en el estado estadounidense de California.

## Geografía
Daggett se encuentra ubicada en las coordenadas 34°51′48″N 116°53′17″O / 34.86333, -116.88806.